# カーボイ

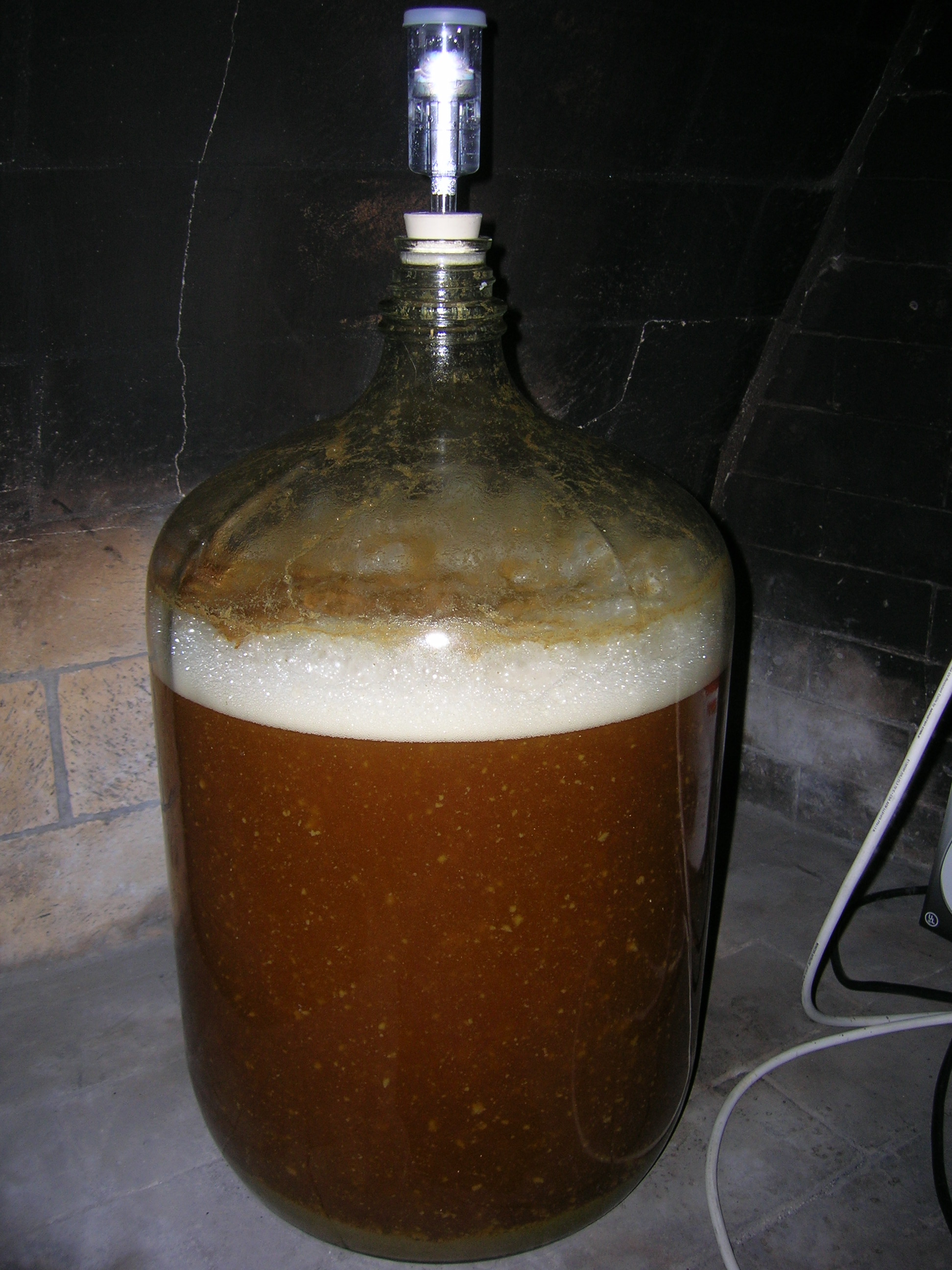
6.5ガロン(24.7 l)ガラス製カーボイ。ビールの発酵容器として使われている。上部に付いているのは発酵栓（エアーロック）。

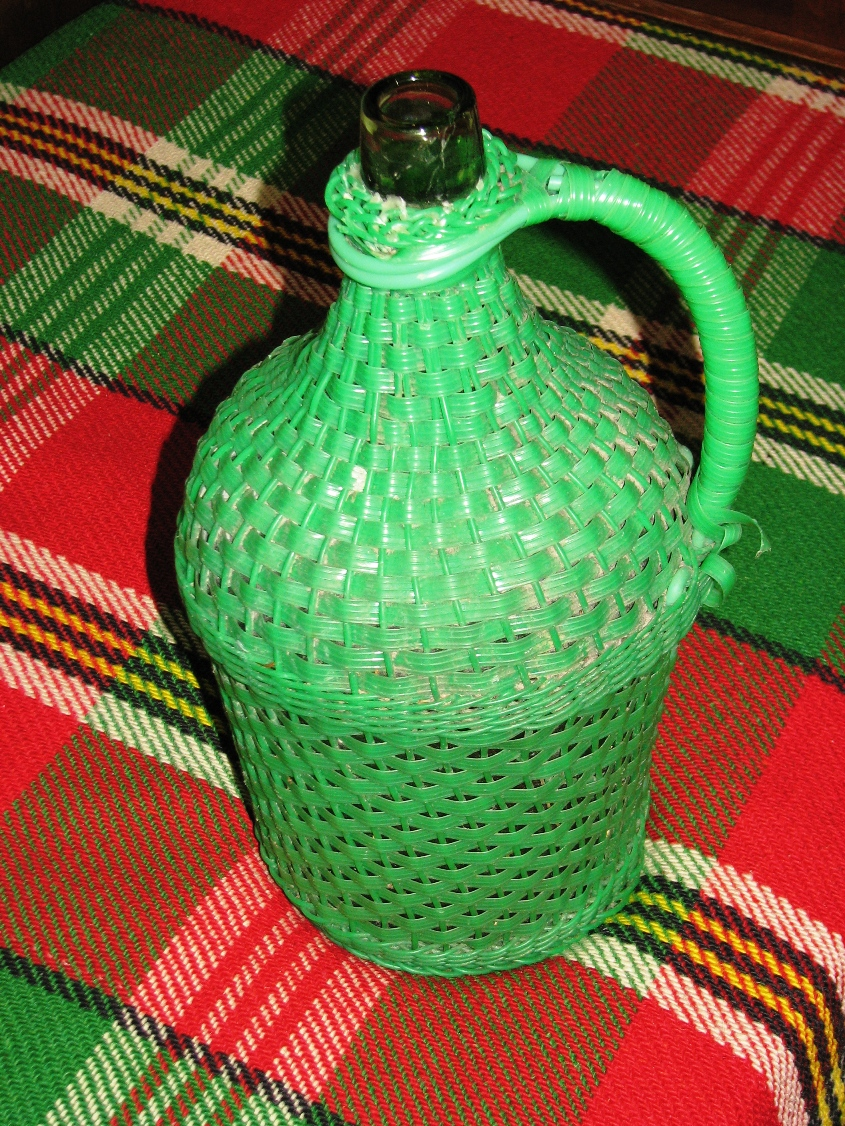
ブルガリアのデミジョン。

カーボイもしくはカルボイ(英語: carboy)とは、通常は容量が20から60リットル程度の硬質容器である。デミジョンとも呼ばれる。カーボイは水や化学薬品などの液体の運搬に用いられる。また家庭内でビールやワインなどの発酵飲料を醸造する際に使われる。

## 語源
カーボイの語源はペルシア語で「大きな瓶」を意味するqarabah(قرابه)と言われている。
「デミジョン」は、正式には大きな本体と小さな首を持ち、編んだ枝で覆われたガラス容器全般を指す古い言葉であり、ペルシアの町ダームガーン(Damghan)の名に由来するとされているが、歴史的証拠はない。オックスフォード英語辞典によれば「デミジョン」の語源はフランス語で「ジェーン夫人」を意味するdame-jeanneとしている。この仮説は、現在知られている史実、すなわち「デミジョン」という単語が17世紀のフランスで初めて使われ、それ以前にはどこでも使われた形跡がないことと一致している。
イギリスにおいては「デミジョン」は4.5リットル(英ガロン)の醸造用ガラス容器を指す。

## 醸造
ワイン、蜂蜜酒、ビールなどの醸造において、ガラスやプラスチック製のカーボイが発酵容器として用いられる。通常、発酵過程に雑菌や酸素の侵入を防ぐため、ゴムの栓と発酵栓(エアーロック)が付けられている。
家庭での醸造では、カーボイでの一次発酵終了後、二次発酵など次の工程のために別のカーボイや瓶に移し替えられる。この工程を通常、澱引き（ラッキング）と呼ぶ。
実験室では精製水の運搬にポリプロピレン製のカーボイが使われる。多くの場合上から水を満たし、下部に付いている蛇口から取り出して使用する。

## 実験室
現代の実験室では、カーボイは通常プラスチック製である。伝統的には、そして未だに多くの大学においては、古いプラスチックの組成にありがちな、酸による腐食やハロゲン化物による着色を避けるため、鉄分を含んだ有色ガラスもしくは防破性ガラス製のカーボイが使われてきた。実験室で都度使用する溶媒、精製水などの保管に、蛇口付きのカーボイが使われる。また、廃液の回収や保管にもカーボイが使われる。もしも誤った表示がされたカーボイに廃液が入れられた場合破損の可能性が低いので、褐色ガラス試薬瓶を再利用するよりもプラスチック製カーボイを使用することが好ましい。